# 27101 Wenyucao
27101 Wenyucao è un asteroide della fascia principale. Scoperto nel 1998, presenta un'orbita caratterizzata da un semiasse maggiore pari a 2,2821992 UA e da un'eccentricità di 0,1668130, inclinata di 5,36446° rispetto all'eclittica.